# Eschiva von Bures
Eschiva von Bures († nach 1187) war Fürstin von Galiläa und Gattin des Grafen von Tripolis.

## Leben
Sie war die Tochter des Kreuzfahrers Gottfried von Bures. Ihr Onkel Wilhelm von Bures war 1120 zum Fürsten von Galiläa aufgestiegen, wurde aber 1143 ins Exil geschickt, woraufhin es Eschivas Bruder Simon 1148/50 gelang, die Herrschaft über Galiläa zu übernehmen, bis Wilhelm 1153 aus dem Exil zurückkehren konnte. Als Wilhelm 1158 starb, erbte Eschiva von ihm das Fürstentum Galiläa.
1159 heiratete sie Walter von Saint-Omer und hatte mit ihm vier Söhne (siehe unten).
Als Walter um 1174 starb, heiratete sie in zweiter Ehe den Grafen Raimund III. von Tripolis. Ihre Ehe mit ihm blieb kinderlos.
Im Sommer 1187 wurde Eschiva in der Hauptstadt ihres Fürstentums, Tiberias, vom Ayyubiden-Sultan Saladin belagert. Die Stadt fiel am 2. Juli und Eschiva verschanzte sich mit wenigen Männern in der Zitadelle der Stadt, wo sie auf Entsatz warteten. Das vereinte Heer der Kreuzfahrerstaaten, das anrückte sie zu entsetzen, wurde nur zwei Tage später in der Schlacht bei Hattin von Saladin vernichtend geschlagen, woraufhin sich die Zitadelle von Tiberias ergab und u. a. ganz Gäliläa von Saladin erobert wurde. Eschiva wurde wenig später gegen Lösegeld freigelassen und begab sich nach Tripolis. Ihr Mann Raimund, der als einer von Wenigen aus der Schlacht bei Hattin entkommen war, starb in Tripolis noch im gleichen Jahr an einer Krankheit.
Der Titel des Fürsten von Galiläa wurde von ihrem Sohn aus erster Ehe, Hugo II., weitergeführt; nach dessen Tod 1204 von ihrem Sohn Rudolf.
Aus ihrer ersten Ehe mit Walter hatte Eschiva vier Söhne:
- Hugo II. von Saint-Omer, Titularfürst von Galiläa 1187–1204
- Wilhelm von Saint-Omer ⚭ Maria, Tochter des Rainer, Konstabler von Tripolis, Witwe des Balduin von Ibelin
- Rudolf von Saint-Omer (Raoul/Ralph), Titularfürst von Galiläa 1204–1219 ⚭ Agnes Garnier, Tochter des Rainald Garnier, Graf von Sidon
- Odo von Saint-Omer, Konstabler von Tripolis, Herr von Gogulat ⚭ Fenie (Euphemia) Garnier, Schwester von Agnes Garnier